# Mal
Mal (ukrajinsky Мал, *? — 945) byl drevljanský kníže, vůdce povstání z roku 945 (Kyjevská Rus), během kterého byl zabit kníže Igor. V pramenech bývá Mal uváděn též jako Maldit (Малдит). Jméno Mala je údajně spjato s názvem obce Malyn.

## Povstání roku 945
| „ | Vyslali k němu zprávu: „Proč k nám opět přicházíš? Už jsi vybral celou daň“. Ale neposlechl je Igor. A Drevljané, vyjeli z města Iskorosteně, zabili Igora a jeho družinu, neboť jich bylo jen málo. (Послали к нему, говоря: «Зачем идёшь опять? Забрал уже всю дань». И не послушал их Игорь; и древляне, выйдя из города Искоростеня, убили Игоря и дружинников его, так как было их мало). | “ |

Mal se pokusil o sňatek s vdovou po Igorovi, kněžnou Olgou.
| „ | I řekli si Drevljané: „Zabili jsme tedy knížete ruského. Vdáme tedy jeho ženu Olgu za našeho knížete Mala a Svjatoslava se zmocníme a můžeme s ním učinit, co budeme chtít.“ Сказали же древляне: «Вот убили мы князя русского; возьмём жену его Ольгу за князя нашего Мала и Святослава возьмём и сделаем ему, что захотим». | “ |

Kněžna Olga se dvakrát krutě vypořádala s posly Mala a drevljanským urozeným pánům přichystala krvavou lázeň na Igorově hrobě, a pak vypravila vojsko na Drevljany a rozdrtila je. Posledním útočištěm odporu bylo město Iskorosteň. O osudu Mala se v «Pověsti dávných let» nic neříká.
| „ | A jak se zmocnila města a vypálila jej, městské stařešiny zajala a další lidi nechala zabít, jiné vydala do otroctví svým vojákům a ostatní podrobila a uvalila na ně poplatky. А как взяла город и сожгла его, городских же старейшин забрала в плен, а прочих людей убила, а иных отдала в рабство мужам своим, а остальных оставила платить дань. | “ |

## Možné příbuzenské vztahy
Podle Vasilije Tatiščeva, se v Joakimovském letopise o Malovi říká, že je «kníže drevljanský, syn Niskiňův (сын Нискинин)».
Některé prameny tvrdí, že dětmi Mala mohli být Maluša, klíčnice kněžny Olgy a matka knížete Vladimíra I. a Dobryni Válečníka. Zaujímali nevýznamná postavení na dvoře Olgy a Svjatoslava, ale později mohli dosáhnout významných výšin ve státní správě. Dobryňa se stal místodržitelem v Novgorodě, kam byli zakrátko vysláni i Vladimír s Malušou. Letopisy považují za otce Maluši Malka Ljubčanina. V bylinách má Dobryňa otčestvo Nikitič (Никитич) a je znám jako «vesničan (деревенщинa)». Vzhledem k tomu, že Mal se v některých letopisech jmenuje «Niskiňa (Нискиня)», předpokládá se, že otčestvo Nikitič je pozdější verzí otčestva Niskinič.